# Embalse de Pumares
El embalse de Pumares (en gallego: encoro de Pumares) es una infraestructura hidrológica construida en el río Sil, en el municipio de Carballeda de Avia, provincia de Orense, Galicia, España.